# Paços de Ferreira
Paços de Ferreira este un oraș în Districtul Porto, Portugalia.